# Taharana khasiensis
Taharana khasiensis är en insektsart som beskrevs av Rao 1989. Taharana khasiensis ingår i släktet Taharana och familjen dvärgstritar. Inga underarter finns listade i Catalogue of Life.